# Musaši Suzuki
Musaši Suzuki (japonsky 鈴木 武蔵, * 11. února 1994) je japonský fotbalista.

## Klubová kariéra
S kariérou začal v japonském klubu Albirex Niigata. Hrával za Mito HollyHock, Matsumoto Yamaga FC, V-Varen Nagasaki a Hokkaido Consadole Sapporo.

## Reprezentační kariéra
S japonskou reprezentací se zúčastnil Letních olympijských her 2016. Jeho debut za A-mužstvo Japonska proběhl v zápase proti Kolumbii 22. března 2019. Suzuki odehrál za japonský národní tým celkem 7 reprezentačních utkání.

## Statistiky
| Japonsko | Japonsko | Japonsko |
| Roky     | Záp.     | Góly     |
| -------- | -------- | -------- |
| 2019     | 7        | 1        |
| Celkem   | 7        | 1        |

## Úspěchy

### Reprezentační
- AFC U-23 Championship: ; 2016